# 黒沢丈夫
黒沢 丈夫（くろさわ たけお、旧字体：黑澤 丈夫、1913年（大正2年）12月23日 - 2011年（平成23年）12月22日）は、大日本帝国海軍少佐、戦闘機操縦士、政治家。
群馬県上野村村長を10期連続40年務めた。日本航空123便墜落事故の事故処理に尽力したことで知られる。称号は上野村名誉村民。正五位、旭日重光章。

## 経歴

### 生い立ち
1913年（大正2年）12月23日、群馬県多野郡上野村の酒造業を営む家に生まれた。父は後に上野村村長となっている。群馬県立富岡中学校を卒業。

### 海軍兵学校卒業後、航空隊に配属
1932年（昭和7年）4月に海軍兵学校に第63期生として入隊した。1936年（昭和11年）、兵学校を卒業し、アメリカ合衆国のニューヨークまでの遠洋航海に出た。この時黒沢は、日米の国力の差に圧倒され、アメリカ合衆国の生活の豊かさを嫌というほど思い知ったという。
帰国後、巡洋艦「那智」・駆逐艦「夕霧」乗組を経て、1937年（昭和12年）9月に第29期飛行学生として霞ヶ浦海軍航空隊に転じた。航空隊を志願した動機は、兵学校時代の成績の悪さに反省し、さぼれない環境に身を置きたかったからだと言う。1938年（昭和13年）5月、佐伯海軍航空隊に移り戦闘機操縦士としての訓練を受けたのち、11月、第十二航空隊に配属され漢口に着任した。
当時の戦況は、中国空軍主力は奥地の重慶まで退き、12空に配備された九六式艦上戦闘機（96艦戦）では航続距離が短く、そこまで攻撃できなかった。空中戦は発生せず、黒沢らは戦闘機に爆弾を積んで、宜昌などへの爆撃に従事した。1939年（昭和14年）9月、霞ヶ浦空の教官として内地に帰還したが、11月に訓練中の事故で入院する。
1940年（昭和15年）11月、新設された元山海軍航空隊へ分隊長として転任し、翌1941年（昭和16年）4月には再び漢口へと進出した。しかし装備戦闘機は相変わらず航続距離の短い96艦戦であり、同じ漢口に居た零式艦上戦闘機（零戦）装備した12空の活躍を横目に、上空哨戒などの任務を黙々とこなした。9月に元山空戦闘機隊は、鹿屋で編成されたばかりの第三航空隊に編入を命ぜられた。3空は台湾の高雄へ本拠を移した。対米英戦を控えて3空は、航続距離を延ばすなどの訓練を行った。地上銃撃訓練では黒沢の成績が搭乗員中一番だったので、地上銃撃隊隊長を任されることになった。

### 太平洋戦争
1941年（昭和16年）12月8日、太平洋戦争開戦。3空は同日から4度に亘ってフィリピンルソン島の米軍基地に大きな空襲を行い、在比米軍の航空勢力を壊滅させた。戦局の進展に伴って、同月末にミンダナオ島ダバオ、1942年（昭和17年）1月にセレベス島メナド、2月2日、ボルネオ島バリクパパンへと進出した。その後も3空はケンダリー・バリクパパン・アンボンを拠点に、蘭印各地の残敵掃討・船団護衛に従事した。
1942年（昭和17年）2月後半からはチモール島クーパンに進出し、3月3日のブルーム攻撃を皮切りにオーストラリア本土への本格的な空襲を行った。この頃漢口で罹患していたアミーバ赤痢が悪化し、体調が悪い状態で戦闘機隊の指揮を取り続けていたが、秋には内地帰還となった。診察の結果入院するほどではないと判断され、10月には大村海軍航空隊飛行隊長、12月には佐世保海軍航空隊飛行隊長として勤務しながら通院した。
1943年（昭和18年）9月、ようやく病も癒えて館山で新設された第三八一海軍航空隊の飛行隊長に任命された。381空では副長・飛行長が欠員で、黒沢が1人3役をこなすことになった。381空は新型戦闘機雷電を装備し、南方油田地帯の防空任務に就く予定だった。
しかし雷電は故障が多くまた数も揃わないため、やむなく零戦で1944年（昭和19年）1月より、南方へ順次進出。黒沢自身は残存勢力を率いて、3月7日にバリクパパンに進出した。381空の担当地域は蘭印全域の、東西2200km、南北1000kmにも及ぶ広大な地域であった。各基地に派遣隊を分散して任務にあたったが、訓練用のガソリンを豊富に使える事から搭乗員の練度は高かった。
1944年（昭和19年）後半になると、連合軍の攻勢が激しくなってきた。9月15日にモロタイ島に上陸し、同月末には飛行場を完成させて、バリクパパンを攻撃圏内に収めた。9月30日から10月14日まで5回に亘って、バリクパパンへのB-24による大規模な空襲が行われた。この当時黒沢の指揮下にあった331空と合わせ381空は猛訓練を積んでおり、邀撃戦で敵爆撃隊に大きな損害を与えた。
もっとも3回目以降の空襲では、戦闘機が随伴するようになり、戦果は減って味方の被撃墜機が増えた。それでも5回の空戦で連合国側の損害はB-24が19機・戦闘機6機であり、381・331空の戦死者が18名であるから、この時期の日本海軍航空隊としては善戦したと言える。上空での空戦を目撃した地上部隊からは、戦闘機隊の戦果を讃える電文が多く打たれ、一時の士気高揚にも貢献した。
10月17日、フィリピン戦の激化により、331・381空を「S戦闘機隊」として臨時編成することとなり、黒沢はその飛行機隊指揮官となった。翌18日にルソン島への進出が命ぜられ、19日に黒沢率いる23機がクラークに進出した。
しかし機体が払底していた大西瀧治郎中将指揮の第一航空艦隊によって、現地で全機を取り上げられてしまった。そして、黒沢の乗機には関行男大尉が乗り、神風特別攻撃隊の一隊である敷島隊を指揮し敵艦隊に体当たりすることとなる。
黒沢ら23名は一式陸上攻撃機（一式陸攻）に乗って内地へ渡り、新しい零戦を受領して11月初めにフィリピンに帰ると、再度、全機を取り上げられてしまった。
上級司令部に出向き話し合った結果、S戦闘機隊は内地で戦闘機受領後にバリクパパンの原隊に戻ることが決まった。一式陸攻でまたも内地に渡ったが、航空機の生産能力が落ちており、中々機体がそろわなかった。
やむを得ず4機受領した時点で、黒沢が先発隊としてバリクパパンに戻ることになったのだが、燃料補給に立ち寄ったクラークで、三たび飛行機を取り上げられてしまった。フィリピンの過酷な戦況や神風特別攻撃隊を知っている黒沢は、完全に断ることもできず、3機を引き渡して、1機のみでバリクパパンに戻った。
原隊に復帰した黒沢は、381空飛行長に昇格していた。その後381空在籍のまま、南西方面戦闘機隊統合指揮官兼任を命ぜられ、シンガポールのセレターに移って指揮をとった。1945年（昭和20年）5月、隷下戦闘機隊の内地転進命令が出され、6月には移動を完了した。黒沢は5航艦第72航空戦隊作戦参謀となった。
72航戦は西日本の戦闘機隊、203空・332空・343空・352空を統括する航空戦隊であったが、すでに沖縄戦は終盤に差し掛かっており、日本の制空権は事実上連合軍側のものになっていた。8月15日、終戦。

### 上野村長に就任
黒沢は九州で戦後処理にあたり、10月8日からは前橋人事部員に転任となって、地元・群馬県での復員業務についた。10月31日に大日本帝国海軍が解体した後も「第二復員省の復員官」として、同様の業務についた。第二復員省を退官し、地元・上野村に帰ったのは、1946年（昭和21年）9月だった。
上野村に戻った黒沢は、公職追放となり、村人から戦犯呼ばわりされ、扱いは冷たかった。当初は妻子を前橋に残して、一人で農民生活を始めた。1955年（昭和30年）、群馬県議会議員選挙に立候補したが、落選。
しかし、この選挙以降、周りの人たちの相談を受けるようになり、1965年（昭和40年）6月14日に上野村村長となった。しかし黒沢は村長就任早々、複数の問題に直面した。それは丼勘定による村財政の赤字であり、相次いで村外で起こった村人の犯罪行為であり、急激な過疎化であった。黒沢は村人の不評を買いながらも緊縮財政を押し通し、道徳教育に力を入れた。産業振興にも力を入れ、イノブタ畜産・味噌造り・木工業などを次々に興した。

### 日本航空123便墜落事故
1985年（昭和60年）8月12日18時56分、日本航空123便墜落事故が発生した。既に駐在所経由で依頼が来ていたが、同日23時25分、群馬県警察の河村一男警察本部長から「県内で墜落した可能性が高いから協力してほしい」との電話を受ける。翌13日4時55分（航空自衛隊ヘリコプターによる現場影像の撮影開始時刻）、墜落現場が上野村の山中であることが判明した。上野村は、救援の自衛隊・機動隊および報道陣の受入に当たり、現地に消防団員を派遣した。この時の黒沢の指揮ぶりは、迅速適切で見事なものであったという。
当時身元確認班長となった群馬県警察の飯塚訓は、黒沢の有事に際しての落ち着いた対応や、日本航空側と遺族側の双方に信頼される名村長ぶりについて言及し、遺族に対する優しい心遣いには、零戦で外地の露と消えた部下や戦友を、どこか日本航空機の被害者にだぶらせているのではないかと感じた、と記している。上野村では御巣鷹の尾根を霊地として守り、村の中心地に墓所「慰霊の園」を建設した。以後、毎年8月12日には慰霊の園で慰霊祭が行われている。

### 全国町村会々長に就任
1995年（平成7年）8月から4年間、全国町村会会長として、全国の地方自治の牽引役を務めるなど幅広く活躍した。平成の大合併について、上野村村長として「合併しない宣言」を出した。2001年（平成13年）1月11日、前日に死去した新潟県朝日村長中山与志夫にかわって日本最高齢の首長となった。2005年（平成17年）、91歳の時に、墜落事故の犠牲者慰霊事業への参加が困難になったことを理由に、10期連続40年務めた村長の職から引退した。
2011年（平成23年）12月22日、富岡市内の病院で肺炎のため死去。97歳没。

## 著書
- 『過疎に挑む―わが山村哲学』清文社、1983年1月。ISBN 9784792059132。
- 『道を求めて―憂国の七つの提言』シグマユニオン、2001年5月。ISBN 9784872463682。
- 『わが道これを貫く』上毛新聞社出版局、2005年7月1日。ISBN 9784880589282。
- 藤井浩『誇りについて―上野村長 黒澤丈夫の遺訓』上毛新聞社事業局出版部、2013年3月1日。ISBN 9784863520820。